# ريشيل ميد
ريشيل ميد (مواليد 12 نوفمبر 1976) هي كاتبة فنتازيا أمريكية، أشتهرت لكتابتها أكاديمية مصاصي الدماء.

## روابط خارجية
- ريشيل ميد على موقع IMDb (الإنجليزية)
- ريشيل ميد على موقع قاعدة بيانات الفيلم (الإنجليزية)